# Monolignol

Structure des trois monolignols les plus courants

Les monolignols sont des composés phytochimiques servant de source pour la biosynthèse de lignanes (composé de deux unités de monolignol) et lignines (polymère de monolignol) . 

## Dérivés de la phénylalanine
Les monolignols sont des dérivés indirects de précurseurs aminés formés à partir des produits de dégradation des protéines dans des cellules en voie de lignification (destinées à ne plus remplir qu'une fonction purement physique, la rigidification) ou de la remobilisation de protéines de feuilles en cours de sénescence. Parmi ces précurseurs figure notamment un acide aminé, la phénylalanine cytosolique qui est majoritairement apportée par les cellules photosynthétiques, et sont donc considérés comme des phénylpropanoïdes. Ils sont en fait obtenus par une série de transformations chimiques : désamination de la phénylalanine par la l'enzyme phénylalanine ammonia-lyase (PAL), ce qui donne l'acide cinnamique ; série d'hydroxylation(s) et de méthylation(s) de cet acide, ce qui donne des acides cinnamiques (acide paracoumarique, acide sinapique, acide férulique) qui subissent des réductions donnant des aldéhydes cinnamiques puis des alcools cinnamiques.

## Différentes sortes
Il existe trois principaux monolignols : l'alcool coniférylique, l'alcool sinapylique et l'alcool para-coumarylique. 
Différentes plantes utilisent ces monomères. Par exemple, la lignine de l'épicéa commun utilise uniquement de l'alcool coniférylique alors que l'alcool para-coumarylique ne se trouve que dans les herbes.

## Utilisation
Les monolignols sont synthétisés dans le réticulum endoplasmique. Du glucose est ajouté aux monolignols pour les rendre hydrosolubles et pour réduire leur toxicité. Les glucosides sont alors exocytés à travers la paroi cellulaire vers l'apoplasme. Le glucose est ensuite retiré et les monolignols sont polymérisés en lignine.